# 如松街道
如松街道是中华人民共和国吉林省松原市乾安县下辖的一个街道办事处。2020年，设立如松街道。辖区范围东至鸣凤大街，南至宇宙大路和群英路，西至周字村、龙字村边界，北至龙字村边界。

## 行政区划
如松街道下辖以下村级行政区划单位：
鸣凤社区、德建社区和西北村。